# الكسندر جيمس غرانت
الكسندر جيمس غرانت هو سياسي كندي، ولد في 25 مارس 1829 في كندا، وتوفي في 26 يناير 1909. انتخب عضو برلمان مقاطعة أونتاريو.